# Петър Василев (актьор)
Вижте пояснителната страница за други личности с името Петър Василев.
Петър Василев е български актьор, един от доайените на българския театър.

## Биография
Започва театралната си дейност през 1932 г. в Стара Загора в любителската трупа на културно-просветното дружество „Железник“, в Драматичната студия при Българската въздържателна федерация и Софийският театър „Народна сцена“.
Като професионален актьор играе на сцените на Варненския общински театър през периода 1934 – 1939 г., Пловдивския драматичен театър (1939 – 1943) и Русенския драматичен театър (1943 – 1945). През 1944 г. дебютира в Народния театър „Иван Вазов“ в пиесата „Часовникар и кокошка“ на Иван Кочерга. Работи в театъра на щат до 1989 г., но впоследствие продължава със сценичната си дейност. Част е от трупата на Българския есперантски театър, с която играе в редица страни по света. Има над 300 роли и участия в театъра, киното, телевизията и други културни прояви.
След оттеглянето си от сцената Петър Василев пише спомени за редица свои съвременници (Николай Лилиев, Георги Караславов, Иван Радославов, Симеон Радев, Иван Димов, Никола Балабанов, Петя Герганова, Невена Буюклиева и др.).
Умира на 6 август 2009 г. в София. Погребан е в Централните софийски гробища.

## Роли в театъра
- „Часовникар и кокошка“ на Иван Кочерга
- „Дванайсета нощ“ на Шекспир – Малволио
- „Иванко“ на Васил Друмев – Исак
- „Боряна“ на Йордан Йовков – Златил
- „Ревизор“ на Гогол – Лука Лукич
- „Училище за жени“ на Молиер – Ален
- „Първите“ на П. Ю. Тодоров – Милан
- „Големанов“ на Ст. Л. Костов – Владимиров
- „Покойник“ на Бранислав Нушич – Анто
- „И театърът пътува“ на Владимир Люцканов (2004) – спектакъл посветен на 100-годишнината на Народен театър „Иван Вазов“

## Филмография
- Под игото (1952) – Мичо Бейзедето
- Снаха (1954) – Цървеняка
- Последният рунд (1961)
- Специалист по всичко (1962) – Полковникът от запаса
- Цар Иван Шишман (1969) – Константин Деян, син на деспот Деян Драгаш и владетел на Велбъждкото деспотство
- На всеки километър (1969-1971), 26 серии
- Необходимият грешник (1971) – Блъснатият старец
- Пътешествие (1980)
- Денят не си личи по заранта (6-сер. тв, 1985) – (в 1 серия: III)
- Кал (1997)
- Дунав мост (7-сер. тв, 1999) – отец Йоан
- Тайната вечеря на Дякона Левски (2003)